# Eros Poli
Eros Poli (Isola della Scala, 6 augustus 1963) is een voormalig Italiaans wielrenner. Hij was tussen 1991 en 1999 professioneel actief.
Poli kreeg bekendheid toen hij in de Ronde van Frankrijk van 1994 na een lange solo de etappe over de Mont Ventoux als niet-klimmer won. 

## Belangrijkste overwinningen
1984

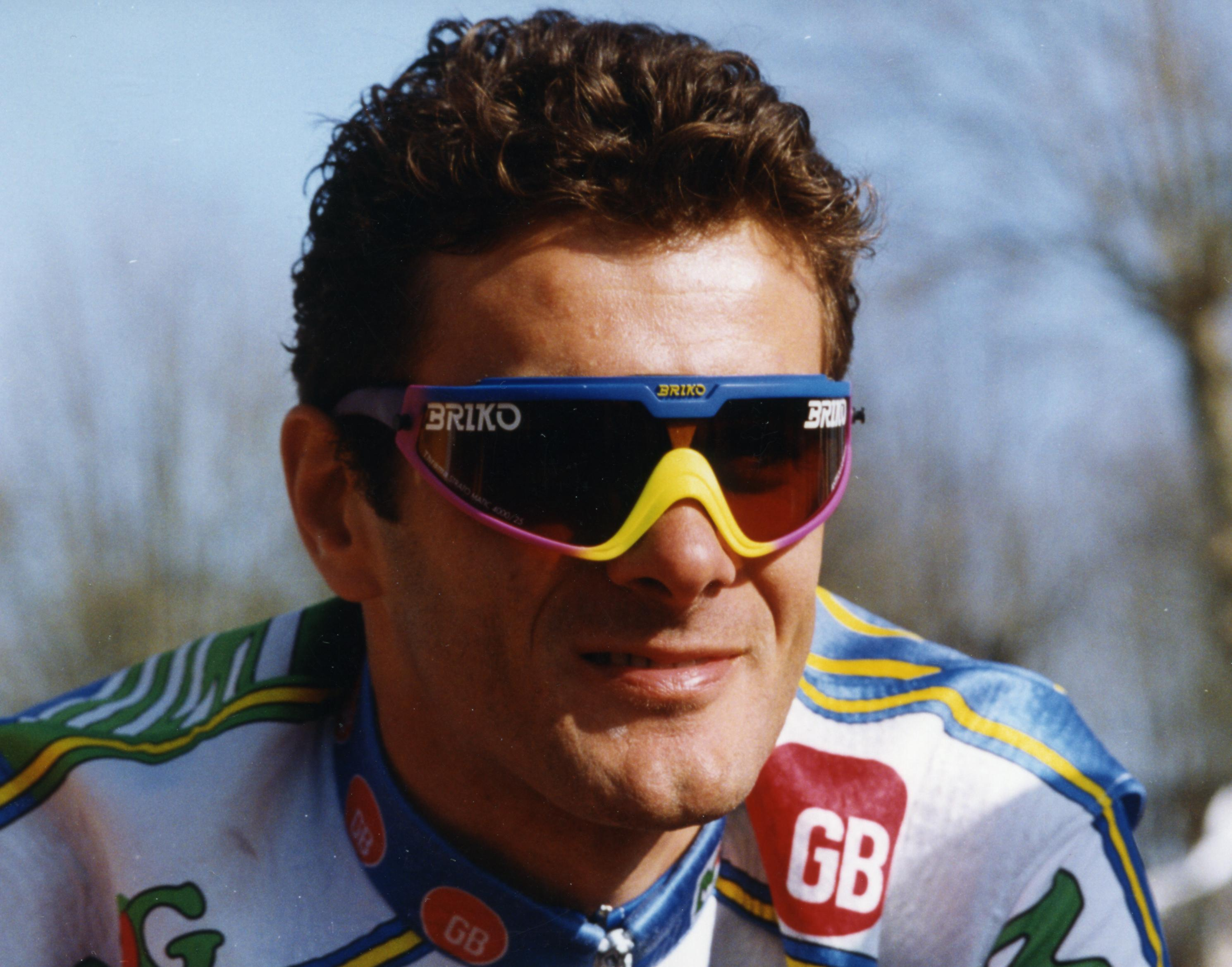
Eros Poli (1993)

- Olympisch 100 km ploegentijdrit, Amateurs (met Marco Giovannetti, Marcello Bartalini en Claudio Vandelli)

1987
- Wereldkampioen 100 km ploegentijdrit, Amateurs (met Roberto Fortunato, Mario Scirea en Flavio Vanzella)

1988
- GP Industria e Commercio Artigianato Carnaghese

1994
- 15e etappe Tour de France

## Resultaten in voornaamste wedstrijden
| Jaar | Ronde van Italië | Ronde van Frankrijk | Ronde van Spanje |
| ---- | ---------------- | ------------------- | ---------------- |
| 1991 | 129e             |                     |                  |
| 1992 | 148e             | opgave              |                  |
| 1993 | 131e             |                     |                  |
| 1994 | 98e              | 115e (1)            |                  |
| 1995 |                  | 114e                | 105e             |
| 1996 |                  | 127e                |                  |
| 1997 |                  | 134e                | opgave           |
| 1998 |                  | 86e                 |                  |
| 1999 |                  |                     |                  |

| Jaar | Milaan-San Remo | Gent-Wevelgem | Ronde van Vlaanderen | Parijs-Roubaix |
| ---- | --------------- | ------------- | -------------------- | -------------- |
| 1991 |                 | 161e          |                      | 86e            |
| 1992 | 177e            |               |                      |                |
| 1993 |                 |               | 89e                  |                |
| 1994 | 129e            |               |                      |                |
| 1995 |                 | 102e          |                      | 75e            |
| 1996 |                 | 107e          | 66e                  |                |
| 1997 |                 | 57e           | 69e                  | 54e            |
| 1998 | 106e            | 108e          |                      | 42e            |
| 1999 | 150e            | 105e          |                      | 49e            |

1960: Trapè, Bailetti, Cogliati, Fornoni ·
1964: Zoet, Dolman, Karstens, Pieterse ·
1968: Zoetemelk, Den Hertog, Krekels, Pijnen ·
1972: Jardi, Komnatov, Lichatsjov, Sjoekov ·
1976: Tsjoekanov, Tsjaplygin, Kaminski, Pikkuus ·
1980: Kasjirin, Logvin, Sjelpakov, Jarkin ·
1984: Bartalini, Giovannetti, Poli, Vandelli ·
1988: Ampler, Kummer, Landsmann, Schur ·
1992: Dittert, Meyer, Peschel, Rich
Wielerploegen van Eros Poli
Baldato ·
Ballerini ·
Bielli ·
Cesarini ·
Chioccioli ·
Cipollini ·
Gelfi ·
Halupczok ·
Jaskuła ·
Lecchi ·
Pedersen ·
Poli ·
Roscioli
Arroyo · Baldato · Ballerini · Bomans · Ceci · Cesarini · Chioccioli · Cipollini · Gelfi · Goessens · Gusmeroli · Halupczok · Jacobs · Jaskuła · Lecchi · Moreau · Pillon · Poli · Rebellin · Rocchi · Tchmil · Van Itterbeeck · Vanzella · Verstrepen · Vona · Willems
Baldato · Ballerini · Bomans · Cesarini · Chioccioli · Cipollini · Corsi · Demol · Gusmeroli · Jaskuła · Museeuw · Peeters · Pillon · Poli · D. Rebellin · S. Rebellin · Tchmil · Vanzella · Vona · Willems · Van Lancker (stagiair)
Baffi ·
Barducci ·
Bartoli ·
Bernardi ·
Biasci ·
Canzonieri · 
Casadei ·  
Casagrande ·
Chioccioli (tot 30/09) ·
Cipollini ·
Donati ·
Fagnini ·
Fina ·
Fornaciari ·
Gianfranco Frisoni ·
Guido Frisoni ·
Gasperi ·
Giancecchi ·
Guidi ·
Imola ·
Lanfranchi ·
Lelli · 
Martinello ·
Moroncelli ·
G. Petito ·
R. Petito ·
Piccoli ·  
Pierdomenico ·
Poli ·
Politano ·
Santi ·
A. Stefanelli ·
P. Stefanelli ·
Talen ·
Tomassini ·
Venerucci ·
Zafferani ·
Tomi (stagiair)
Barducci ·
Bartoli ·
Bernardi ·
Biasci ·
Borghi ·
Calcaterra ·
Canzonieri · 
Casadei ·  
Casagrande ·
Cipollini ·
Donati ·
Fagnini ·
Fina ·
Fornaciari ·
Gianfranco Frisoni ·
Guido Frisoni (tot 30/04) ·
Gasperi ·
Giancecchi ·
Guidi (tot 30/04) ·
Lelli · 
Martinello ·
Moroncelli ·
G. Petito ·  
R. Petito ·
Poli ·
Politano ·
Santi ·
A. Stefanelli ·
P. Stefanelli ·
Talen ·
Tomassini (tot 30/04) ·
Venerucci ·
Zafferani ·
Frigo (stagiair) ·
Mori (stagiair) ·
Mazzoleni (stagiair)
Bellutti · Biasci · Borghi · Buschor · Calcaterra · Canzonieri · Casagrande · Cassani · Cipollini · Di Basco · Donati · Fagnini · Fornaciari · Frigo · Furlan · Lelli · Martinello · Mazzoleni · Moos · Mori · Pascual · Petito · Poli · Politano · Rodríguez · Runkel · Salmerón · Sánchez · Scirea · Beggi (stagiair) · Commesso (stagiair)
Boardman ·
Bos ·
Hinault ·
Hubert ·
Langella ·
Ledanois ·
Lemarchand ·
Moncassin ·
O'Grady ·
Pensec (tot 30/06) ·
Poli ·
Prétot ·
Rué ·
Simon ·
Sunderland ·
Teyssier ·
Vasseur ·
Vogels ·
Estadieu (stagiair) ·
Jenner (stagiair) 
Bäckstedt ·
Boardman ·
Bos ·
Gono ·
Hinault ·
Jenner ·
Langella ·
Moncassin ·
O'Grady ·
Perraudeau ·
Pétilleau ·
Poli ·
Prétot ·
Seigneur ·
Simon ·
Vasseur ·
Vogels ·
Voigt ·
Augé (stagiair)
Bäckstedt ·
Boardman ·
Delalande ·
Finot ·
Gono ·
Hinault ·
Jenner ·
Langella ·
Moncassin ·
Neuville ·
O'Grady ·
Pencolé ·
Perraudeau ·
Poli ·
Simon ·
Vasseur ·
Vogels ·
Voigt ·
Augé (stagiair) ·
Fédrigo (stagiair) ·
Hushovd (stagiair) ·
Poilvet (stagiair) 